# 검은귀쌀쥐
검은귀쌀쥐(Handleyomys melanotis)는 비단털쥐과 쌀쥐족에 속하는 설치류의 일종이다. 멕시코 서부의 해안가 저지대 숲에서 발견된다.